# Zofia Bydlińska-Czernuszczyk
Zofia Bydlińska-Czernuszczyk (ur. 15 grudnia 1943) – polska redaktorka, działaczka opozycji w PRL.

## Życiorys

### Działalność opozycyjna w PRL
Zofia Bydlińska od 1977 roku współpracowała z Niezależną Oficyną Wydawniczą NOWA, m.in. przepisując książki na matryce. Od 1981 roku, przed stanem wojennym pracowała w kierowanym przez Mirosława Chojeckiego Komitecie Wydawniczym Regionu Mazowsze „Solidarności”. Współpracowała również z Agencją Prasową „Solidarność”. Redagowała literaturę dla kilku wydawców z kręgu „Solidarności”.
Była jedną z współzałożycielek „Informacji Solidarności” (pierwszy numer ukazał się 16 grudnia 1981 roku), a następnie była jedną z siedmiu współtwórczyń i redaktorką „Tygodnika Mazowsze” (1982–1989). W Tygodniku pracowała od jego pierwszego „wojennego” wydania (wydanego 11 lutego 1982 roku, nr 2, bo za numer 1 uznano niewydany, ale przygotowany do druku przez Jerzego Zieleńskiego przed wprowadzeniem stanu wojennego) do ostatniego numeru, 290., wydanego 12 kwietnia 1989 roku. Poza pracami redakcyjnymi zajmowała się również przepisywaniem materiałów, logistyką pracy redakcji, a w szczególności pozyskiwaniem mieszkań do pracy redakcji i współpracujących z nią struktur oraz organizacją przeprowadzek redakcji.
Pod koniec grudnia 1981 roku była zatrzymana przez Służbę Bezpieczeństwa. W czasie przesłuchania odmówiła zobowiązania do niepodejmowania działalności w podziemiu. W czerwcu 1985 roku funkcjonariusze SB przeszukali jej mieszkanie, znajdując w nim dowody na jej działalność. Prokuratura Wojewódzka w Warszawie prowadziła przeciw niej szereg spraw  (akta udostępnione przez IPN pod sygnaturami BU 4120/77, 4120/78, 4120/79, 4120/80). Postępowanie przeciw niej zostało umorzone. 10 października 1988 roku została zatrzymana, gdy SB weszła do mieszkania, w którym odbywało się zebranie redakcji Tygodnika Mazowsze. W następstwie przeszukano jej mieszkanie. Była obiektem zainteresowania Służby Bezpieczeństwa, o czym świadczy umieszczenie jej nazwiska na tzw. liście Wildsteina z sygnaturami IPN BU 001121/2219 i 00249/1621.

### Po 1989 roku
Po 1989 roku była związana z Gazetą Wyborczą. W maju 1990 roku została jednym z 16 redaktorów Gazety Wyborczej, którzy zostali dokooptowani jako udziałowcy spółki „Agora-Gazeta Sp. z o.o.” będącej wtedy wydawcą tego dziennika.
W 2020 roku podpisała Apel 77 kobiet opozycjonistek w sprawie zachowania policji wobec osób nieheteronormatywnych.

## Order
- Krzyż Kawalerski Orderu Odrodzenia Polski – postanowieniem z dnia 17 marca 2011 roku prezydenta Bronisława Komorowskiego nadany „za wybitne zasługi dla rozwoju niezależnego dziennikarstwa, za działalność na rzecz przemian demokratycznych w Polsce, wolności słowa i wolnych mediów”[23].

## Życie prywatne
Zofia Bydlińska jest córką Waleriana. Ma syna (ur. ok. 1974).